# Alexander Hoyos
Ludwig Alexander Georg von Hoyos zu Stichsenstein (Fiume, 13 maggio 1876 – Schwertberg, 20 ottobre 1937) è stato un politico austriaco.
Nel 1914 contribuì al precipitare della crisi di luglio verso la prima guerra mondiale.

## Biografia

### Famiglia
Hoyos nacque a Fiume il 13 maggio 1876, membro della nobile famiglia degli Hoyos, originari della Spagna ma che emigrarono in Austria nel 1525. Essi furono per secoli fra i principali magnati d'Ungheria.
I suoi genitori erano il conte Georg Hoyos (1842–1904) ed Alice Whitehead, la quale era figlia di Robert Whitehead, ingegnere britannico inventore del siluro. La coppia si era sposata nel 1869 quando Georg lavorava nel porto di Fiume. Una delle sue sorelle, Marguerite (1871–1945), sposò Herbert von Bismarck, figlio primogenito del cancelliere tedesco Otto von Bismarck.
Il 24 aprile 1913, Hoyos sposò Edmée de Loys-Chandieu (1892–1945) a Parigi, figlia del marchese Henri de Loys-Chandieu, e la coppia ebbe quattro figli. Sua figlia Melanie, sposò poi anch'essa un membro della famiglia Bismarck.

### Carriera
A seguito di una spedizione in Cina con suo zio, il quale era in servizio come incaricato d'affari britannico a Tokyo, il conte von Hoyos iniziò la sua carriera diplomatica come addetto (in francese attaché) all'ambasciata austriaca a Pechino nel 1900. Successivamente fu addetto a Parigi, Belgrado e Berlino e dal 1905 fu consigliere dapprima alla legazione di Stoccarda e poi presso l'ambasciata di Londra.
Durante la crisi bosniaca del 1908, Hoyos venne inviato in missione a Berlino per richiedere il supporto tedesco all'annessione della Bosnia ed Erzegovina da parte dell'Austria divenendo un ardente sostenitore della politica estera del conte Alois Lexa von Aehrenthal.

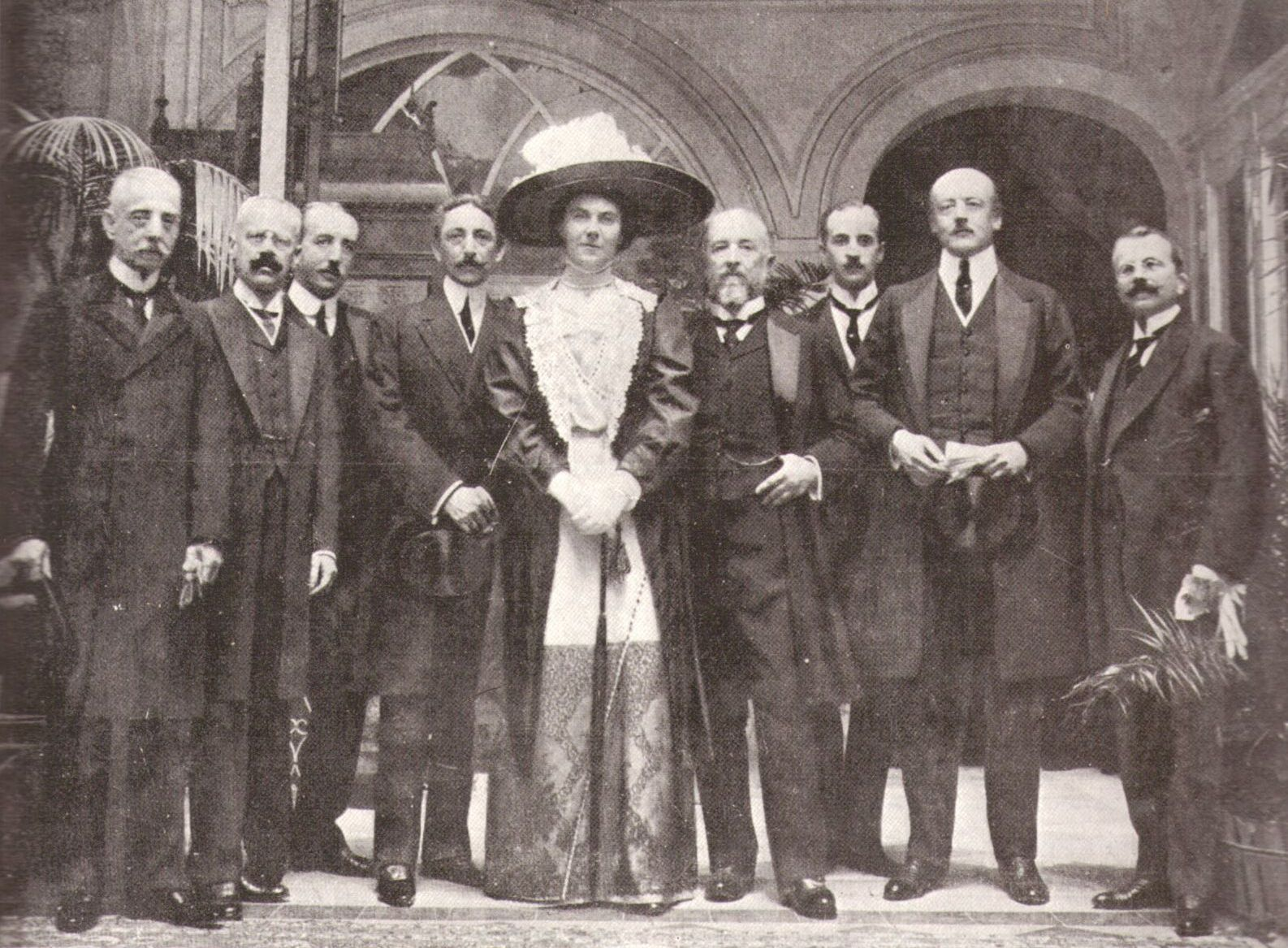
Convegno di San Rossore (Pisa) del 22 ottobre 1912 per il rinnovo della Triplice alleanza. Da sinistra: l'ambasciatore italiano in Austria-Ungheria Giuseppe Avarna, l'ambasciatore austriaco in Italia Kajetan Mérey, il conte Alexander Hoyos, il principe Pietro Lanza di Scalea, la contessa Berchtold, il ministro degli Esteri italiano marchese Antonino di San Giuliano, il marchese Giovanni Visconti Venosta, il ministro degli Esteri austriaco conte Leopold Berchtold e il commendatore Giacomo De Martino.

Nell'aprile del 1912, Hoyos venne nominato capo di Gabinetto del ministero degli Affari Esteri dell'Impero austro-ungarico guidato dal conte Leopold Berchtold. Egli divenne così in breve tempo uno dei consiglieri più influenti di Berchtold e divenne anche capo di un gruppo di giovani diplomatici presso il ministero degli Esteri, chiamati "Giovani Ribelli", che erano favorevoli ad una politica estera più aggressiva come l'unico mezzo necessario a fermare il declino della monarchia asburgica e ad evitarne la disgregazione. Questa linea politica darà prova di essere fatale dall'estate del 1914.

### La crisi di luglio
Come capo di Gabinetto, il conte von Hoyos fu al centro delle decisioni prese dal ministero degli Esteri austriaco a seguito dell'assassinio dell'arciduca Francesco Ferdinando a Sarajevo il 28 giugno 1914. Assieme al conte Johann von Forgách (1870-1935), membro fra gli altri dei "Giovani Ribelli", Hoyos divenne uno dei più autorevoli diplomatici a schierarsi a favore della guerra durante la crisi di luglio.
Egli era infatti d'accordo ad adoperare una strategia ferma e decisa nei confronti della Serbia, inviando per questo una lettera all'imperatore Francesco Giuseppe d'Austria nella quale veniva espresso il desiderio d'azione e di risoluzione della questione.
Per accertarsi sulle posizioni dell'alleata Germania, il conte von Berchtold decise il 4 luglio 1914 di inviare il suo capo di Gabinetto a Berlino, scavalcando l'ambasciatore nella capitale tedesca, Ladislaus von Szögyény-Marich,  considerato "troppo anziano e senza immaginazione per portare avanti un tale delicato compito". Il giorno successivo, il conte von Hoyos giunse a Berlino con un memorandum sulla situazione balcanica redatto dal suo gruppo ed una lettera dell'imperatore per assicurarsi il supporto della Germania nello scontro imminente. Mentre il conte von Szögyény-Marich incontrava il Kaiser a pranzo a Potsdam, von Hoyos incontrò il Sottosegretario di Stato Zimmermann (in quanto il Ministro degli Esteri tedesco von Jagow si era appena sposato ed era in luna di miele). Verso sera, il conte von Szögyény-Marich inviò un cablogramma all'imperatore descrivendo il successo della missione. Il giorno successivo i due diplomatici austriaci si incontrarono con il cancelliere tedesco Theobald von Bethmann-Hollweg e con Zimmermann i quali confermarono ulteriormente gli accordi di alleanza. L'Austria-Ungheria a questo punto ricevette il famoso "assegno in bianco" per agire contro la Serbia. Al suo ritorno a Vienna il 7 luglio, il conte von Hoyos riportò ufficialmente i risultati della missione, utili per la definizione, il 19 luglio successivo, dell'ultimatum alla Serbia.
Se è indubbio il ruolo di von Hoyos per lo scoppio della prima guerra mondiale a livello diplomatico, alcuni storici nel corso degli anni si sono chiesti se realmente egli comprese di trovarsi di fronte ad una guerra su così su vasta scala come poi risultò essere il primo conflitto mondiale.

### La prima guerra mondiale
Dopo l'inizio della guerra, il conte von Hoyos venne relegato a ruoli minori ma rimase capo di Gabinetto sino al gennaio del 1917, quando venne trasferito come ministro plenipotenziario alla nuova legazione di Christiania (oggi Oslo) da poco inaugurata.
Dopo la caduta dell'Impero austro-ungarico, egli si ritirò dalla vita pubblica e morì a Schwertberg il 20 ottobre 1937.

## Opere
- Der deutsch-englische Gegensatz und sein Einfluß auf die Balkanpolitik Österreich-Ungarns, Berlin, Verlag de Gryter, 1922.
- Weltenwende. Ein Vorschlag zur Lösung der Weltkrise, Vienna, Verlag Jung Österreich, 1931.